# ۲۷۰ خیابان پارک (۲۰۲۱-۱۹۶۰)
۲۷۰ خیابان پارک (به انگلیسی: 270 Park Avenue) که به نام برج جی‌پی مورگان چیس یا ساختمان یونیون کاربید شناخته می‌شد، آسمان‌خراشی ۵۲ طبقه به ارتفاع ۷۰۷-فوت (۲۱۵-متر) در میدتاون منهتن، شهر نیویورک، با کاربری اداری-تجاری بود.
به سفارش شرکت یونیون کاربید پروژه ساخت این ساختمان در سال ۱۹۵۷ آغاز شد و در سال ۱۹۶۱  تکمیل و افتتاح گردید. این برج بعدها به یکی از ساختمان‌های اداری شرکت خدمات مالی جی‌پی مورگان چیس در نیویورک تبدیل شد.
این ساختمان در سال ۲۰۲۱ با هدف جایگزینی با برجی بلندتر به همین نام تخریب شد. در زمان تخریب، این ساختمان بلندترین ساختمانی بود که به طور داوطلبانه تخریب شد.
این ساختمان یک بلوک کامل شهری را اشغال کرده بود که به خیابان مدیسون، خیابان ۴۸ ام، خیابان پارک و خیابان ۴۷ ام محدود می شد. این ساختمان از دو بخش تشکیل شده بود: یک برج ۵۲ طبقه رو به خیابان پارک در شرق و یک ضمیمه ۱۲ طبقه با ارتفاع ۱۸۹ فوت (۵۸ متر) رو به خیابان مدیسون در غرب، که هر دو براساس قطعنامه منطقه‌بندی ۱۹۱۶ از مرز خیابان عقب نشینی داشتند و در این عقب نشینی ها، میدان‌هایی ساخته شده بود.